# 李贄 (萬曆進士)
李贄（1543年—？），字子執，河南河南府新安縣人，民籍，明朝政治人物。

## 生平
嘉靖四十三年（1564年）甲子科河南鄉試第七十九名，萬曆五年（1577年）丁丑科會試第一百七十名，登三甲第一百四十八名進士。授太原府推官。

## 家族
曾祖李福；祖父李進；父李義，曾任教諭。母宋氏。严侍下。兄李賁，贡士；弟李赓、李窦。